# آخرین مردان حلب
آخرین مردان حلب (انگلیسی: Last Men in Aleppo) یک فیلم در ژانر مستند است به کارگردانی فراس فیاض که در سال ۲۰۱۷ منتشر شد. این فیلم دربارهٔ جنگ داخلی سوریه است و به مأموریت کلاه‌سفیدها در حلب می‌پردازد. این فیلم در نودمین دوره جوایز اسکار نامزد دریافت جایزه اسکار بهترین فیلم مستند شده بود.